# 玉麻尚一
玉麻 尚一（たまあさ しょういち、1962年2月14日 - ）は、日本の作曲家。東京都出身。POPODYSSEY代表。日本芸術専門学校講師。ミュージカルなどの舞台を中心に作曲活動を行っている。

## 作品

### 舞台
- 放課後のトワイライトシュート（1994年6月、南青山少女歌劇団）
- YESTERDAY IS … HERE（1994年6月、TSミュージカル）
- ミュージカル サクラ大戦 〜花咲く乙女〜（1998年4月、南青山少女歌劇団）
- Fine 〜明日への輝き〜（1998年7月、南青山少女歌劇団）
- LETTER 〜bring to light〜（1999年4月、T2project）
- 忘れモノ 探しモノ（1997年6月、TSミュージカル）
- 天翔ける風に（2001年7月、TSミュージカル）[2]
- BROKEN HEART（2002年1月、T2project）
- ゴースト ニューヨークの幻（2002年12月）
- タン・ビエットの唄（2004年4月、TSミュージカル）
- タック（2005年1月、TSミュージカル）
- ZIPPER（2005年6月）
- ロックミュージカル BLEACH（2005年8月）
- 山口百恵トリビュートミュージカル プレイバックPart2 屋上の天使（2005年12月、ホリプロ）
- ロックミュージカル BLEACH 再炎（2006年1月）
- ヨイショ!の神様（2006年2月、松竹）
- MESSAGE（2006年3月、T2project）
- ROCK MUSICAL BLEACH The Dark of The Bleeding Moon（2006年8月）
- AKURO 〜悪路〜（2006年10月、TSミュージカル）
- ROCK MUSICAL BLEACH the Live "卍解SHOW code:001"（2007年1月会）
- 殿のちょんまげを切る女（2007年2月、松竹）
- ROCK MUSICAL BLEACH No Clouds in Blue Heavens（2007年3月）
- わらしべ夫婦双六旅（2008年2月、松竹）
- ROCK MUSICAL BLEACH DX（2008年3月）
- D 〜永遠という名の神話〜（2008年10月）
- 忘れ雪（2009年1月、宝塚歌劇団）
- ROCK MUSICAL BLEACH the LIVE "卍解SHOW code:003"（2010年1月）
- タイム・フライズ（2010年2月、ミュージカル座）
- メイちゃんの執事 －私の命に代えてお守りします－（2011年1月、宝塚歌劇団）
- ブレイン・ストーム（2011年8月、ミュージカル座）
- 仮面の男（2011年9月、宝塚歌劇団）
- 眠れぬ雪獅子（2011年10月、TSミュージカル）
- トノに降る雨（2012年4月、東京ヴォードヴィルショー）
- 陽だまりの樹（2012年4月）
- 客家 －千古光芒の民－（2012年11月、TSミュージカル）
- ニッキー（2013年8月、ミュージカル座）
- 女海賊ビアンカ（2013年11月）
- ちぬの誓い（2014年3月、TSミュージカル）
- ゲゲゲの鬼太郎 〜十万億土の祈りの唄〜（2014年3月）
- familia 〜4月25日誕生の日〜（2014年11月、TSミュージカル）
- アル・カポネ －スカーフェイスに秘められた真実－（2015年5月、宝塚歌劇団）
- マリアと緑のプリンセス（2015年8月）
- HEADS UP!（2015年11月、KAAT神奈川芸術劇場）
- For the people －リンカーン 自由を求めた男－（2016年2月、宝塚歌劇団）
- ROCK MUSICAL BLEACH 〜もうひとつの地上〜（2016年7月）
- 瑠璃色の刻（2017年4月、宝塚歌劇団）
- ふるあめりかに袖はぬらさじ（2017年7月、明治座）
- ベルリン、わが愛（2017年9月、宝塚歌劇団）
- Pukul（2017年12月、梅田芸術劇場）
- ジュニア（2018年2月、ミュージカル座）
- Romale 〜ロマを生き抜いた女カルメン〜（2018年3月、梅田芸術劇場）
- MESSIAH −異聞・天草四郎−（2018年7月、宝塚歌劇団）
- My Dear 〜OSK♥ミー&マイガール♥〜（2018年8月、OSK日本歌劇団）
- デビュタント（2018年10月、宝塚歌劇団）
- ふたり阿国（2019年3月、明治座）
- ミュージカル 忍たま乱太郎 第10弾 これぞ忍者の大運動会だ!（2019年5月）
- 蒼穹の昴（2022年10月、宝塚歌劇団）